# Tonnant-Klasse (1693)
Die Tonnant-Klasse war eine Klasse von zwei 90-Kanonen-Linienschiffen 1. Ranges der französischen Marine, die von 1693 bis 1714 in Dienst stand.

## Allgemeines
In den Seeschlachten von La Hougue Anfang Juni 1692 verlor die französische Marine zwölf Linienschiffe des 1., 2. und 3. Ranges. Um diese katastrophalen Verluste auszugleichen, wurden in den folgenden Monaten entsprechend neue Schiffe bestellt. Die Klasse wurde von dem Schiffbauingenieur François Coulomb dem Älteren entworfen und im Marinearsenal von Toulon zwischen 1692 und 1693 gebaut.

## Einheiten
| Name           | Bauwerft          | Kiellegung    | Stapellauf     | Indienststellung | Verbleib                                        |
| -------------- | ----------------- | ------------- | -------------- | ---------------- | ----------------------------------------------- |
| Tonnant        | Arsenal de Toulon | Dezember 1692 | September 1693 | Dezember 1693    | Am 7. April 1710 außer Dienst und verkauft      |
| Saint Phillipe | Arsenal de Toulon | Dezember 1692 | Oktober 1693   | Dezember 1693    | Am 18. August 1714 außer Dienst und abgebrochen |

## Technische Beschreibung
Die Klasse war als Batterieschiff mit drei durchgehenden Geschützdecks konzipiert und hatte eine Länge von 51,32 Metern (Geschützdeck) bzw. 43,53 Metern (Kiel), eine Breite von 14,46 Metern und einen Tiefgang von 7,47 Metern bei einer Vermessung von 1750 tons (bm). Sie waren Rahsegler mit drei Masten (Fockmast, Großmast und Kreuzmast). Auf der Spitze des Bugspriets war zudem noch eine Mars und ein weiterer kleiner Mast, der Sprietmast angebracht, an dem ebenfalls noch ein kleines Rahsegel gesetzt werden konnte. Der Rumpf schloss im Heckbereich mit einem Heckspiegel, in den Galerien integriert waren, die in die seitlich angebrachten Seitengalerien mündeten.
Die Bewaffnung der Klasse bestand bei Indienststellung aus 90 Kanonen.
|        | Unteres Batteriedeck | Mittleres Batteriedeck | Oberes Batteriedeck | Achterdeck    | Kanonen (Geschossgewicht) |
| ------ | -------------------- | ---------------------- | ------------------- | ------------- | ------------------------- |
| Design | 28 × 36-Pfünder      | 30 × 18-Pfünder        | 26 × 12-Pfünder     | 6 × 4-Pfünder | 90 Kanonen (464,05 kg)    |

## Besatzung
Die Besatzung hatte im Frieden eine Stärke von 883 Mann (13 Offiziere und 870 Unteroffiziere bzw. Mannschaften).

## Ähnliche Schiffe
- Cononation – englisches 90-Kanonen-Schiff (1690–1691)
- Nuestra Señora de la Concepción y de las Ánimas – spanisches 90-Kanonen-Schiff (1690–1705)

## Bemerkungen
1. ↑  Bei der Berechnung des Gewichtes einer Breitseite kann es zu Unterschieden kommen, da in der damaligen Zeit ein Pfund, je nach Land, unterschiedliche Gewichtswerte hatte. Das französische Livre hatte z. B. ein Gewicht von 489,506 Gramm während das englische Pound ein Gewicht von 453,592 Gramm hatte.